# Ghiacciaio Rickmers
Il ghiacciaio Rickmers (in inglese Rickmers Glacier) (66°15′S 64°55′W) è un ghiacciaio situato sulla costa di Graham, nella parte occidentale della Terra di Graham, in Antartide. Il ghiacciaio, il cui punto più alto si trova 1.003 m s.l.m., fluisce all'interno del flusso del ghiacciaio Hugi, appena a nord-ovest della collina Ezerets.

## Storia
Il ghiacciaio Rickmers è stato mappato dal British Antarctic Survey, che all'epoca si chiamava ancora Falkland Islands and Dependencies Survey, grazie a fotografie aeree scattate dalla Hunting Aerosurveys Ltd nel 1955-57, ed è stato poi così battezzato dal Comitato britannico per i toponimi antartici in onore di Willi Rickmer Rickmers (1873-1965), pioniere tedesco dello sci e co-autore del primo manuale di sci in inglese. Egli migliorò inoltre il design delle piccozze per alpinismo, introducendo il caratteristico stile ancora utilizzato al giorno d'oggi.